# Xavier Vilató
Ne doit pas être confondu avec Javier Vilató.
Xavier Vilató, né à Boulogne-Billancourt le 26 décembre 1958 est un peintre, graveur, sculpteur, céramiste, lithographe et cinéaste français.

## Biographie
Xavier est le fils du peintre, graveur, sculpteur Javier Vilató, le petit fils du peintre Élie Lascaux, le neveu du peintre et graveur José Vilató Ruiz, le petit-neveu de Picasso et l'arrière-arrière-petit-fils du peintre José Ruiz y Blasco. Il est également le petit-neveu de Louise et Michel Leiris.

Il commence à exposer en 1972 à Paris[réf. nécessaire]. Depuis, il pratique la peinture, la gravure, la sculpture, la céramique et le cinéma
 (août 2025).
Si vous disposez d'ouvrages ou d'articles de référence ou si vous connaissez des sites web de qualité traitant du thème abordé ici, merci de compléter l'article en donnant les références utiles à sa vérifiabilité et en les liant à la section « Notes et références ».
.
Son travail évolue selon des séries qui se suivent et parfois se chevauchent :
- 1977-1984 : La trilogie
- 1984-1989 : Peintures pour tous les jours
- 1990-1993 : Les Végétaleries
- 1992-1995 : Un temps d'arrêt
- 1995-1997 : Un léger frémissement
- 1997-2002 : De sol y de luna
- 2000-2004 : Le Grand Théâtre

- 2002-2003 : Piedras en el camino  - Cette période est le fruit d'un dialogue entre Xavier et Andrés Alcántara (es), qui a conduit à une grande exposition conjointe au Centro Cultural Palacio de Villardompardo de la Diputación Provincial de Jaén (es). Cette exposition a réuni des sculptures d'Andrés Alcántara et des peintures, gravures et lithographies de Xavier[3].

- 2004-2007 : La Grande Cuisine
- 2006-2009 : Ludique journée
- 2011-2013 : L'incroyable histoire de la graine d'amour - Dans la cadre d'une exposition au musée Mares de Barcelone (20/11/2013 - 25/05/2014)[4], Xavier réalise un court métrage - L'incréïble història de la llavor de l'amor - financé par le musée. Autour d'une histoire fantastique de la graine d'amour, il met en vedette les œuvres du musée.
- 2012 : Série vermillon
- Depuis 2013 : Le jardin circonflexe[5] -  Xavier travaille la peinture, la gravure et la céramique sur un monde imaginaire inspiré par la campagne et les nuits étoilées d'été de Minorque, ile des Baléares où il passe ses étés studieux. La Vanguardia nous parle « d'une nature inspirée par Joan Miró »[6]. Il n'est pas étonnant alors que ces céramiques soient réalisées à l'atelier Josep Llorens Artigas  à Gallifa où  Joan Miró réalisa tant de céramiques en collaboration avec Josep Llorens i Artigas puis avec son fils Joan Gardy Artigas. Aujourd'hui, c'est avec Joan Gardy Artigas et son fils Isao Llorens, artiste lui-même, que Xavier réalise ses céramiques.
- En 2021, il apporte son soutien à Pilotes Volontaires qui soutient les ONG dans le sauvetage des exilés en mer Méditerranée. Il réalise une lithographie dont l'intégralité des revenus de la vente leur est reversée.

## Filmographie
- 2010 : À l'occasion de l'exposition Les Enfants Modèles, de Claude Renoir à Pierre Arditi qui s'est tenue au musée de l'Orangerie du 25 novembre 2009 au 8 mars 2010, Emmanuel Bréon et Xavier proposent la réalisation d'un documentaire sur le thèmes des enfants d'artiste. Il en réalisera les décors et les entretiens ; on y retrouve notamment Catherine et Pierre Arditi, Claude et Maya Picasso et bien d'autres.
- 2012 : La llavor de l'amor[7]. Court métrage réalisé pour le Musée Marès de Barcelone.
- 2018 : Apparition[8]. Court métrage adapté de Apparition de Guy de Maupassant.

## Conservation
- 20 œuvres bibliophiliques de Xavier, produites entre 1982 et 2001, sont déposées à l'Instituto de Estudios Giennenses (es) de Jaén. Ce dépôt est un don de Jacques Vidal-Naquet, qui a édité de nombreux ouvrages de bibliophilie au sein des Éditions de la Fenêtre. Cette donation a fait l'objet d'un catalogue publié par l'Institut[9].
- {BnF, 101 estampes conservées à la Bibliothèque de France Richelieu[10]

## La Fenêtre
À la fin des années 1980, Xavier Vilató est associé à La Fenêtre, une maison d’édition parisienne active dans la bibliophilie contemporaine. Sous ce label, plusieurs ouvrages d’artiste de Vilató sont publiés, tels que Les Estampes de Xavier, 1976-1987 (1987) et Les Végétaleries (1991), avec des textes de Jacques Vidal-Naquet,. La maison a également édité des ouvrages d’autres auteurs, comme Marées (1992) d’Andrée Chedid.  
Une partie de ces publications a été ultérieurement déposée à l’Instituto de Estudios Giennenses (Jaén, Espagne), grâce à une donation de Jacques Vidal-Naquet en 2001.

## Principales expositions
- 1999 : De sol y de Luna. Danses, vies et fêtes méditerranéennes, 18 mai au 18 juin 1999 : Centre d'études catalanes[15], Paris, France
- 2000 : Xavier en Jaén[16], 17 novembre au 12 décembre 2000, Salas Provinciales de Exposición, Palais provincial de Jaén, Jaén, Espagne
- 2003 : Xavier Zwischen Sonne und Mond[17], 14 juin au 19 juillet 2003, Galerie Artesol, Soleure, Suisse
- 2005 : Xavier, paso a paso, 1975-2005[18], juillet à septembre 2005, Museo Casa Natal Picasso (es), Malaga, Espagne
- 2006 : Xavier pas à pas, 1975-2005[19], 4 mars au 11 juin 2006, Musée des Beaux-Arts de Cambrai, Nord, France
- 2013 : La graine d'amour : Xavier visita el Museu Frederic Marès[20],[4],[21], 20 novembre 2013 au 25 mai 2014, Barcelona, Espagne
- 2014 : Le cinéma de Xavier, 2 avril au 11 mai 2014[22], Maison des Arts, Châtillon, France
- 2015 : La línea ininterrumpida. Picasso, Fín, Vilató, Xavier[23],[24],[25], Museo Casa Natal Picasso, Malaga, Espagne
- 2015 : XAVIER, A la Luz de la Luna[26],[27], 9 avril au 9 mai 2015, Sala de la Provincia, Diputación de Huelva, Espagne
- 2017 : El Taller Compartit. Picasso, Fín, Vilató, Xavier[28], 26 octobre 2017 au 28 janvier 2018, Museu Picasso, Barcelone, Espagne
- 2017 : Le jardin circonflexe[29], Fundacio Privada, Tallers Josep Llorens Artigas[30], Gallifa, Espagne
- 2017 : Le jardin circonflexe[31],[6], 27 octobre 2017 au 15 mars 2015, Exposition de peintures, gravures et céramiques, Galeria Joan Gaspar, Barcelone, Espagne
- 2019 : Picasso, Vilató, Xavier. Una línea familiar[32], 10 juin au 29 septembre 2019, Consorcio Cultural Goya-Fuendetodos, Espagne
- 2022 : XAVIER. Las imágenes de Le Jardin Circonflexe[33], 7 mai au 31 juillet 2022, MGEC : Museo del Grabado Español contemporáneo, Marbella, Espagne
- 2022 : Le Jardin Circonflexe[34], 26 mai au 13 juin 2022, CPS no CCB, Centro Cultural de Belém, Lisbonne, Portugal
- 2023 : El Jardín Circonflexe de Xavier[35], 12 mai au 31 août 2023, Jardín Botánico Histórico La Concepción, Malaga, Espagne
- 2024 : El cazador furtivo de las estrellas[36],[37],[38],[39], 27 juin au 27 septembre 2024, El Centro Cultura Fundación Unicaja de Antequera, Antequera, Espagne
- 2025 : XAVIER. Chemins Buissonniers[40], 5 avril au 29 juin 2025, Musée Picasso, Antibes, France

## Ouvrages illustrés
- 1982 : Le Lai de Désiré, illustré par Xavier, Éditions du Dolmen, Paris[41]. Texte anonyme du XIIe siècle traduit en français moderne par Danielle Régnier-Bohler[42].
- 1990 : Xavier. 4 Dias en la Alhambra, 21 lithographies, Éditions de la Fenêtre, Paris[43].
- 1992 : L'évasion souterraine, Michel Leiris, Éditions Fata Morgana, Saint-Clément-de-Rivière.
- 1996 : 9 plantes pour un herbier, illustrations de Xaxier, Éditions de la Fenêtre, Paris[44]. Textes d'Andrée Chedid.
- 2000 : Ambiances, illustrations de Xaxier, Éditions Lacourière et Frélaut, Paris[45]. Textes d'Andrée Chedid.
- 2002 : Le lithociné présente le crâne du cyclope, poème d'Andrée Chedid, lithographies de Xavier, Point & Marge, Paris.
- 2004 : Poursuites, illustrations Xavier, Éditions Alternatives, Paris[46],[47]. Textes d'Andrée Chedid.
- 2007 : Histoires de l'homme qui voyait double, illustrations Xavier, Paris[48]. Texte de Jean Érenne (René Jeanne).